# Чопра, Ашвани
Ашвани Чопра (англ. Ashwani Chopra, родился 23 февраля 1969 года в Фаридабаде) — российский крикетист индийского происхождения, первый президент Федерации крикета России, президент Объединённой лиги крикета России. Считается одним из первопроходцев российского крикета. Капитан национальной сборной России.

## Биография
Уроженец индийского города Фаридабад. Окончил среднюю школу Святого Иосифа в Фаридабаде в 1985 году, поступил в 1987 году в Университет Махарши Дайананд на факультет физики. Тогда же увлёкся крикетом и стал выступать на серьёзном уровне, но не решился делать карьеру крикетиста в Индии, а предпочёл окончить учёбу и получить высшее образование. В 1990 году приехал в Москву учиться по обмену и поступил на экономический факультет МГУ, который окончил в 1996 году. Он же предложил российским студентам сыграть в крикет, и по его чертежам и рисункам студенты начали вырезать биты для крикета, используя теннисные мячи и собирая экипировку.
В 1990-е годы Ашвани Чопра занялся бизнесом: начиная от перепродажи товаров, позже он переключился на работу в сфере аптечных сетей. Так, он работал в ОАО «Биз Фармация» менеджером по продажам и руководил отделом «Биз Маркетинг Ltd.», а также был генеральным директором RRR Ltd и ООО «Аппарель». По словам Чопры, его иногда по ошибке принимали за сотрудника компании по продаже зажигалок.
Однако с 2001 года он стал продвигать активно идею о возрождении крикета в России после проведения нескольких мини-турниров между спортсменами из Австралии, Англии, Индии и символической сборной мира в России — в российских командах тогда играли только индийские студенты, проживавшие долгое время в России, или англоговорящие бизнесмены. В 2004 году он занял должность президента новой организации — Крикет России — и зарегистрировал Объединённую лигу крикета России. При Ашвани Чопра в 2010 году российская сборная впервые попала в призёры соревнований сборных, заняв 2-е место на турнире в Македонии и проиграв в финале только сборной Венгрии. В 2012 году под руководством Чопра сборная заняла 6-е место из 12 команд на турнире в Болгарии, уступив победителям турнира — сборной Польши — по очкам, а также стала членом Международного совета крикета, добившись международного признания.
Ашвани считает, что крикет для индийцев настолько же важен, как и хоккей с шайбой для русских. По его словам, развитию крикета в стране во многом препятствует незаинтересованность спортивных руководителей в развитии вида спорта. Однако не меньшие проблемы для него создавали сами индийцы, которые возмущались инициативе Чопры включать в сборную России хотя бы одного этнически русского игрока.